# Anguliphantes silli
Anguliphantes silli là một loài nhện trong họ Linyphiidae.
Loài này thuộc chi Anguliphantes. Anguliphantes silli được Weiss miêu tả năm 1987.